# Sandrushka Petrova
Sandra Rodríguez Michel, más conocida por su nombre artístico Sandrushka Petrova (Santa Fe Springs, California, 14 de febrero de 1985), es una cantante, música y compositora mexicana, conocida por ser integrante del grupo de rock mexicano Descartes a Kant.

## Biografía y trayectoria
Nació y vivió gran parte de su vida en California, para después mudarse con su familia a Guadalajara. Estudió música, piano y chelo en la Escuela de Música de la Universidad Autónoma de Guadalajara y creció escuchando a Primus, Mr. Bungle, Sonic Youth y bandas grunge.
Sus influencias van desde Nirvana, Thurston Moore y Lee Renaldo hasta Gloria Trevi, también se encuentran Danny Elfman (Oingo Boingo), Laurie Anderson, Amanda Palmer, Dirty Projectors, Marina Abramović, Nicolas Winding Refn y Mike Patton.
Desde el año 2001, Petrova es miembro fundadora y una de las tres mujeres que forman la banda Descartes a Kant, y al igual que muchos artistas, utilizó todas sus influencias para encontrar su voz.